# François Salom
François Salom nait à Mustapha, en Algérie française, le 6 avril 1888. En 1922, il est élu à la Commission exécutive de la CGTU.

## Biographie
- 1899 : il s'embarque comme pilotin sur un navire à voile.
- 1906 : il participe à la grève des inscrits maritimes.
- 1908 : il fonde la section syndicale d'Alger des inscrits maritimes.
- 1914 : il est mobilisé.
- 1919 : il réintègre la Compagnie parisienne de distribution d'électricité (CPDE).
- 1920 : il participe à la grève.
- 1921 : lors du VIIe congrès de la Fédération CGT de l'Eclairage, à Nancy, il est élu au comité fédéral.
- 1922 : lors du congrès constitutif de la Fédération CGTU de l'Eclairage, il en devient le premier secrétaire et est élu, au congrès constitutif de Saint-Étienne, à la Commission exécutive de la CGTU. En août, son comportement lors d'une grève, au Havre, fait l'objet de violentes critiques et il doit quitter le secrétariat général.
- 1926 : il est de ceux qui animent la lutte contre les anarcho-syndicalistes au sein du syndicat des producteurs et distributeurs d'électricité de la région parisienne.
- 1927 : lors du VI e congrès de la fédération, il est à nouveau élu à la Commission exécutive. Avec Léon Mauvais, il devient l'un des deux secrétaires permanents du syndicat des producteurs et distributeurs d'électricité de la région parisienne. Il a la charge des organisations de Paris.
- 1928 : il est accusé d'avoir détourné des fonds appartenant au syndicat. En mai, il est révoqué de la CPDE pour avoir lancé le mot d'ordre de grève pour le 1er mai.
- 1929 : il brigue un siège de conseiller municipal à Paris, dans le quartier Plaisance, sur la liste du Bloc ouvrier et paysan (BOP) et est élu.
- 1935 : il est candidat, sans succès, du Parti d'unité prolétarienne (PUP), dans le même quartier de Plaisance.